# Lac New Melones
 (décembre 2016).
Le lac New Melones est un lac artificiel situé dans les collines du centre de la Sierra Nevada dans les comtés de Calaveras et de Tuolumne près de la ville de Jamestown. Créé par la construction du barrage de New Melones sur la rivière Stanislaus, ce lac est par sa superficie le cinquième de Californie. Sa superficie est de 51 km2. Sa capacité est de 2,96 km3 et ses berges ont une longueur de 160 km. Lors de sa création, le lac a submergé une colonie du même nom, Melones.

## Histoire
La Stanislaus et ses environs ont subi dans le passé de profonds changements ; ceux-ci ont débuté au moment de la ruée vers l'or en Californie. L'emplacement du lac de barrage se situe au cœur même  du « pays de l'or » qui commence à se développer avec l'arrivée des premiers mineurs dans les années 1840. Les eaux des rivières sont immédiatement détournées, leurs lits fouillés à la recherche d'or et leurs berges colonisées par les mineurs et la population liée aux affaires minières. Vers 1900, l'eau courante est utilisée pour produire de l'électricité. Une partie des eaux est déviée dans des canaux d'irrigation pour l'agriculture. Le premier barrage de Melones est construit en 1926.